# Miltijad Mlađi
Miltijad Mlađi (grč. Μιλτιάδης, oko 550–489. god. st. e.) bio je atenski državnik i vojskovođa.
Miltijad je rođen oko 550. pr. Kr. u vrlo bogatoj porodici. Njegov otac tri puta je na olimpijskim igrama bio pobjednik u trci trkačkim kolima, dok je njegov ujak, Miltijad Stariji, po kome je i dobio ime, bio osnivač atenske poluneovisne države na Hersonezu Tračkom. Miltijad Stariji umro je bez djece, pa je njegov nećak naslijedio vlast na Hersonezu Tračkom. 
Oko 516. pr. Kr. Miltijad Mlađi stigao je na Hersonez, gde je učvrstio svoju vlast uhitivši moguće protivnike i okruživši se telesnom stražom koja je imala 500 ljudi. Uskoro potom, međutim, njegova je vlast bila u znatnoj mjeri ograničena, kada je perzijski veliki kralj Darije I. proširio svoju vlast na Malu Aziju i Miltijada sveo na rang perzijskog vazala. Tako je Miltijad, na primjer, predvodio jedan odred vojske u Darijevom skitskom pohodu (514. pr. Kr.), ali je, prema Herodotu, predložio da se poruši most preko Dunava i tako onemogući Darijevo povlačenje. Međutim, kako Perzijanci nisu Miltijada lišili vlasti i kaznili ga, vjerodostojnost ovog Herodotovog kazivanja ostaje sumnjiva. 
S druge strane, činjenica je da se Miltijad odlučio pridružiti jonskom ustanku i da je održavao prijateljske odnose s nedavno uspotavljenom atenskom demokracijom. Vjerojatno je tokom jonskog ustanka Miltijad zauzeo otoke Lemnos i Imbros, koje je na kraju ustupio Atenjanima i koja su otada ostala u stalnom vlasništvu Atene.
Jonski je ustanak bio ugušen 494. pr. Kr., a sljedeće godine, kada se Darije pojavio blizu Hersoneza, Miltijad je natovario pet brodova svojim blagom i otišao u Atenu. Jedan od brodova, kojim je zapovedao Miltijadov najstariji sin, Metioh, bio je zaplijenjen. Metioh je postao doživotni zarobljenik u Perzijskom Carstvu, ali se Darije prema njemu ophodio vrlo časno, dao mu je za ženu jednu perzijsku plemkinju, te je djecu iz tog braka smatrao članovima persijskog plemstva. Zbog svog bogatstva, svoje žene tračkog porekla, Hegesipile (koja mu je oko 510. pr. Kr. rodila sina Kimona, koji će postati važna ličnost u atenskoj politici tokom 70-ih i 60-ih godina 5. stoljeća pr. Kr.) te zbog svoje "tiranske" prošlosti, Miltijad je morao imati mnogo neprijatelja u Ateni. Bilo mu je suđeno zbog njegovog položaja tiranina na Hersonezu, ali je bio oslobođen. Po izbijanju grčko-perzijskih ratova Miltijad je u Ateni ustao protiv Temistokla i njegovog programa koji je predviđao koncentriranje napora Atenjana na izgradnju pomorskih snaga Atene, smatrajući da Atenjani prije svega trebaju pobrinuti za stvaranje takve građanske vojske koja bi se mogla oduprijeti perzijskoj. 
Međutim, atenski je demos prvobitno usvojio Miltijadov plan, koji je predviđao da se sve snage angažiraju za osiguravanje grčkog kopna i na pripreme za obranu kopnene Grčke od perzijske navale. U takvoj je situaciji Atena dočekala maratonsku bitku, u kojoj je pobijedila grčka vojska, za šta je ne malo zaslugu imao upravo Miltijad, koji je nakon dugih nesuglasica među grčkim stratezima zahtijevao neodložan pokret, shvatajući da svako odugovlačenje može aktivirati perzofilske elemente u Ateni. 
Kratko poslije maratonske bitke Miltijad je sišao s povijesne pozornice. On je, na vlastiti rizik, primivši od Atene samo pozajmicu u novcu, 489. pr. Kr. preduzeo pohod na otok Paros pod izgovorom da će kazniti njegove stanovnike za pomoć koju su pružili Perzijancima. Ekspedicija se, međutim, završila neuspjehom, sam Miltijad je bio ranjen, a po povratku u Atenu morao je izaći pred sud po tužbi moćnog roda Alkmeonida, koji su za njega zahtijevali smrtnu kaznu zato što je "prevario atenski narod". Zahvaljujući svojim ogromnim zaslugama, bio je pošteđen smrtne kazne, ali je zato kažnjen velikom novčanom kaznom od 50 talenata. Nije stigao platiti: umro je kratko nakon suđenja (489. godine) od rane zadobivene u paroškoj ekspediciji. 

## Vanjske poveznice
- (engl.) Photo essay of Miltiades helmet - found in Olympia and identified by an inscription
- (engl.) Livius, Miltiades by Jona Lendering